# Phostria obliqualis
Phostria obliqualis là một loài bướm đêm trong họ Crambidae.